# Niklaus Schurtenberger
Niklaus Schurtenberger (* 7. Februar 1968) ist ein Schweizer Springreiter. 

## Werdegang
Schurtenberger wuchs auf einem landwirtschaftlichen Betrieb in der Nähe von Bern auf, wo er schon sehr früh in Kontakt mit Pferden kam.
In der Rekrutenschule wurde er zum Zureiter ausgebildet, wobei ihm das militärische Reiten nach eigenen Angaben aber nicht zusagte.
Nach einigen Wanderjahren, unter anderem in Deutschland, gründete der 22-Jährige eine eigene Reitschule in Burgdorf. Nach dem Umzug nach Lyss einige Jahre darauf konzentrierte sich Schurtenberger auf seine Profikarriere. 

## Privates
Schurtenberger ist ledig und hat einen Sohn.

## Erfolge

### Championate und Weltcup
- Olympische Spiele
  - 2008: 3. Platz mit der Mannschaft

### Andere (Auswahl)
- 2004: 1. Platz im Nationenpreis mit Cantus beim CSIO Buenos Aires, 1. Platz im Nationenpreis mit Cantus beim CSIO Podeprady, 1. Platz im Nationenpreis mit Corranda PMS beim CSIO Ypäyä, 1. Platz im Grand Prix mit Corranda PMS beim CSI Pontederra, 2. Platz im Grand Prix mit Corranda PMS beim CSIO Kecskemét, 2. Platz im Nationenpreis mit L.B. Pompidu beim CSIO Bratislava, 3. Platz im Nationenpreis mit Corranda PMS beim CSIO Athen, 3. Platz im Grand Pris mit Cantus beim CSIO Ascona, 4. Platz im Grand Prix mit Corranda PMS beim CSI-W Moskau
- 2005: 2. Platz im Grand Prix mit Cabriela Z beim CSI** Neuendorf, 2. Platz im Nationenpreis mit Cantus beim CSI*** Pontederra, 2. Platz im Grand Prix mit Cantus CSIO***** La Baule, 5. Platz im Nationenpreis mit Cantus
- 2006: 1. Platz im Nationenpreis mit Cantus beim CSIO***** Rotterdam, 3. Platz im Grand Prix mit Kuno beim CSI*** Humlikon, 4. Platz Nationenpreis mit Cantus beim CSIO***** Aachen, 4. Platz Nationenpreis mit Cantus beim CSIO***** La Baule, 10. Rang Einzel mit Cantus / 5. Rang Team mit Cantus beim WEG Aachen, Cantus wurde wieder zum Springpferd des Jahres gewählt
- 2007: 2. Platz Nationenpreis mit Cantus beim CSIO***** Rotterdam, 3. Platz Nationenpreis mit Cantus beim CSIO***** La Baule